# Pernitz
Pernitz osztrák mezőváros Alsó-Ausztria Bécsújhelyvidéki járásában. 2020 januárjában 2481 lakosa volt. 

## Elhelyezkedése

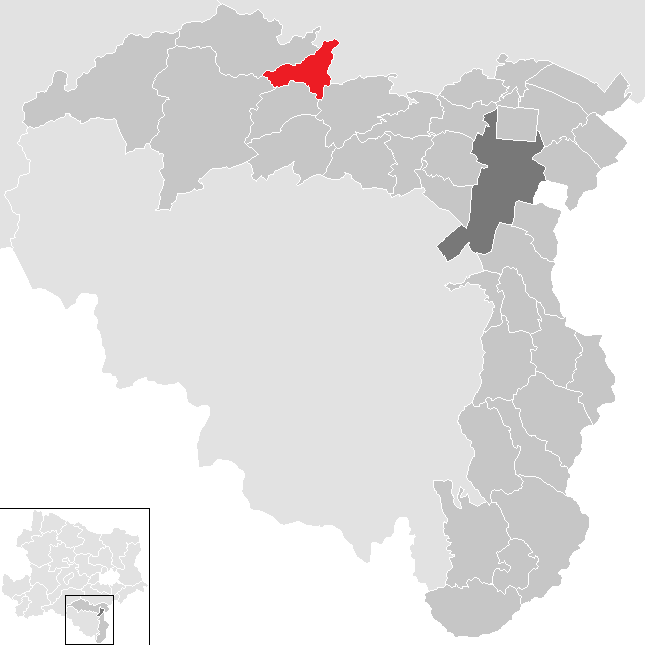
Pernitz a Bécsújhelyvidéki járásban

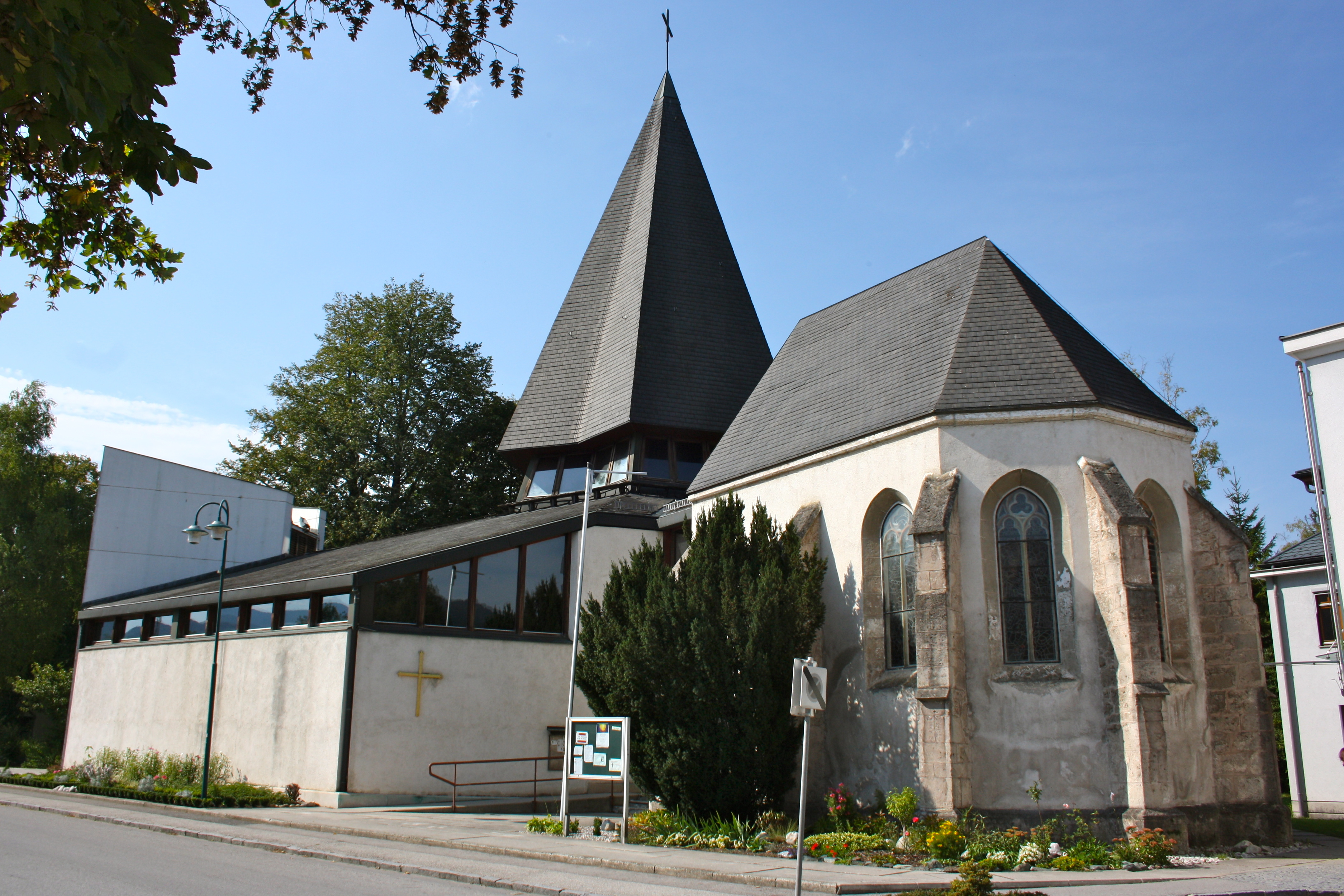
A Szt. Miklós-plébániatemplom

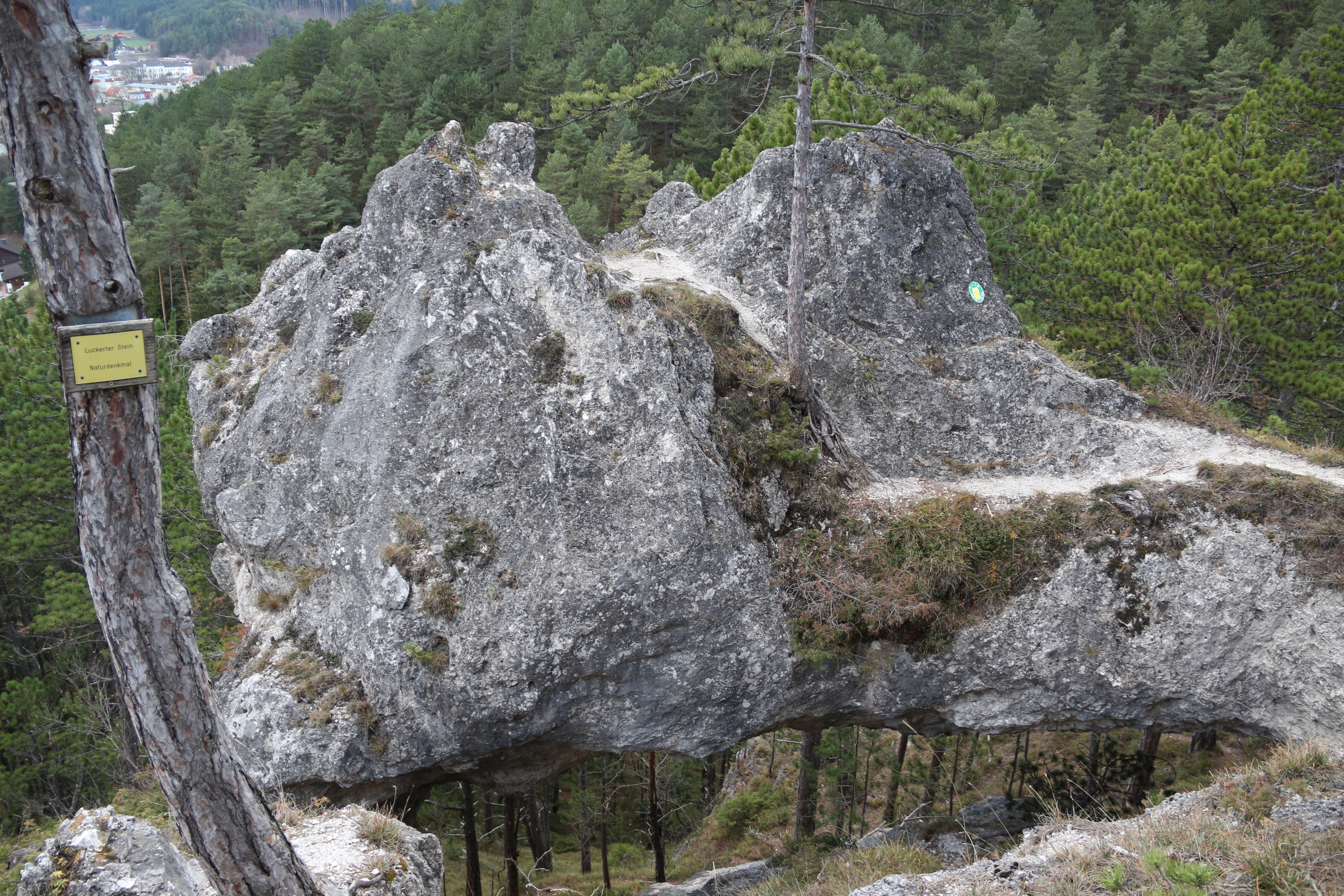
A "lyukas kő"

Pernitz a tartomány Industrieviertel régiójában fekszik a Gutensteini-Alpokban, a Piesting és a Mirabach folyók találkozásánál. Területének 79,4%-a erdő, 10% áll mezőgazdasági művelés alatt. Az önkormányzat két településrészt és falut egyesít: Feichtenbach (122 lakos 2020-ban) és Pernitz (2359 lakos). A kataszteri közösségek Feichtenbach és Pernitz.
A környező önkormányzatok: délkeletre Waldegg, délre Waidmannsfeld, délnyugatra Gutenstein, északnyugatra Muggendorf, északkeletre Pottenstein és Hernstein.

## Története
Pernitzet először 1165-ben említik a Falkenstein-kódexben. A birtokot 1632-ben a Hoyos grófok vásárolták meg, akik jelentős fejlesztésekbe kezdtek, ám 1679-ben pestisjárvány sújtotta a települést, 1683-ban pedig a Bécset ostromló törökök fosztották ki. 
1828-ban út épült a hegyeken át az északkeletre fekvő Tristing-völgybe, 1877-ben pedig elkészült a Gutensteinerbahn vasútvonala, amely gazdaságo fellendülést hozott a pernitzieknek. 1904-ben vízvezeték épült, 1908-ban bevezették az elektromosságot. 1904-ben megalapították a Wienerwald-szanatóriumot tüdőbetegek számára, amelynek épületébe a nemzetiszocialista rezsim idején Lebensborn-otthont költöztettek. A később hotelként hasznosított épület ma üresen áll. 
Pernitzet 1961-ben mezővárosi rangra emelték. 

## Lakosság
A pernitzi önkormányzat területén 2020 januárjában 1499 fő élt. A lakosságszám 1971-ben érte el a csúcspontját 2938 fővel, azóta többé-kevésbe folyamatos csökkenés tapasztalható. 2018-ban az ittlakók 88,3%-a volt osztrák állampolgár; a külföldiek közül 0,8% a régi (2004 előtti), 2,4% az új EU-tagállamokból érkezett. 6,4% a volt Jugoszlávia (Szlovénia és Horvátország nélkül) vagy Törökország, 2,1% egyéb országok polgára volt. 2001-ben a lakosok 64,4%-a római katolikusnak, 4,2% evangélikusnak, 1,4% ortodoxnak, 9,2% mohamedánnak, 18,4% pedig felekezeten kívülinek vallotta magát. Ugyanekkor 4 magyar élt a mezővárosban; a legnagyobb nemzetiségi csoportokat a német (86%) mellett a törökök (8,5%), a szerbek (1,3%) és a horvátok (1,3%) alkották. 
A népesség változása:
| Lakosok száma | 2497 | 2473 | 2488 |
|               | 2016 | 2018 | 2023 |

## Látnivalók
- a Szt. Miklós-plébániatemplom
- az ún. "lyukas kő" sziklaformáció

## Fordítás
- Ez a szócikk részben vagy egészben  a   Pernitz című német Wikipédia-szócikk ezen változatának fordításán alapul.  Az eredeti cikk szerkesztőit annak laptörténete sorolja fel. Ez a jelzés csupán a megfogalmazás eredetét és a szerzői jogokat jelzi, nem szolgál a cikkben szereplő információk forrásmegjelöléseként.